# Département de l'éducation de l'État du Maryland
Pour les articles homonymes, voir MSDE.

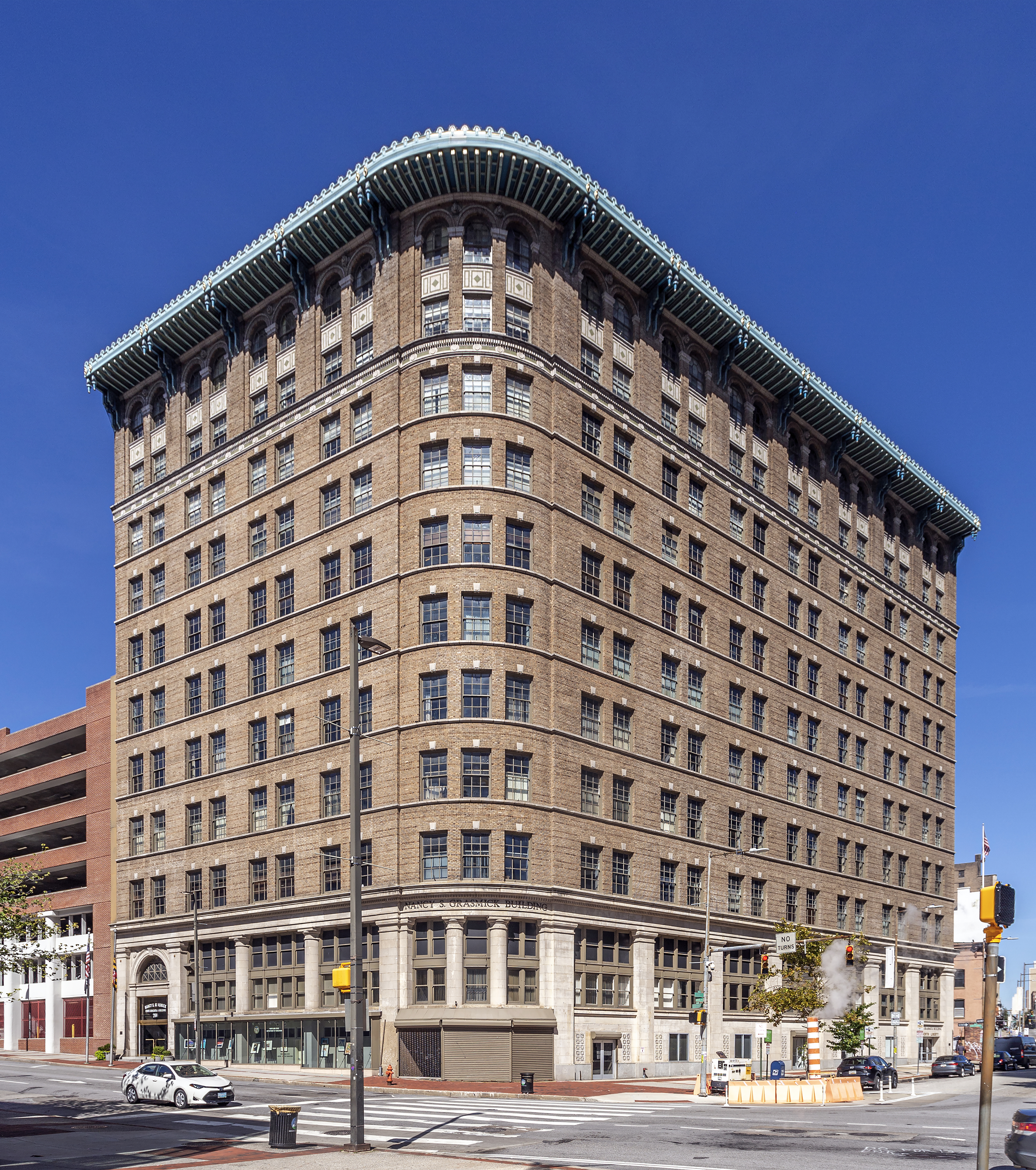
Le siège du département de l'éducation de l'État du Maryland à Baltimore.

Le Département de l'éducation de l'État du Maryland (Maryland State Department of Education, MSDE) est une agence du gouvernement de Maryland, États-Unis. Le département a son siège à Baltimore. Le MSDE supervise les districts scolaires de Maryland.